# Diplosporonema delastrei
Diplosporonema delastrei är en svampart som först beskrevs av Lacroix, och fick sitt nu gällande namn av Höhn. ex Petr. 1947. Diplosporonema delastrei ingår i släktet Diplosporonema, divisionen sporsäcksvampar och riket svampar.   Inga underarter finns listade i Catalogue of Life.